# エルミート接続
数学において、エルミート接続 {\displaystyle \nabla } は、エルミート計量と整合性を持つ滑らかな多様体上のエルミートベクトルバンドル上の接続である。基礎多様体が複素多様体でエルミートベクトルバンドルが正則構造を持つ場合は、標準的なエルミート接続が存在する。それはチャーン接続と呼ばれ、次の条件を満たすものである。
1. 接続の (0, 1) 部分は、正則構造に伴うコーシー・リーマン作用素と一致する。
2. 曲率形式は (1, 1) 形式である。

特に、基礎多様体がケーラーであり、ベクトルバンドルが多様体の接バンドルであれば、チャーン接続は付帯しているリーマン計量のレヴィ・チヴィタ接続に一致する。